# Dirk Klop
Dirk Klop (Nieuw-Helvoet, 17 juli 1906 – Düsseldorf, 9 november 1939) was een Nederlands militair die betrokken was bij het Venlo-incident, waarbij hij in een vuurgevecht om het leven kwam. 
Dirk Klop wordt geboren in 1906 te Nieuw-Helvoet in Zuid-Holland en rondt in 1924 de HBS af. Hij vervult zijn dienstplicht, gevolgd door een aanstelling als reserve 2e luitenant bij het 15e Regiment Infanterie. In 1929 start hij aan de KMA, waarna een aanstelling volgt als 2e luitenant bij beroepspersoneel van de Koninklijke Landmacht. 
De jaren erna vervult hij diverse functies binnen de infanterie met tussendoor een periode in Canada, waar hij zijn goede Engels oppakt. Vanaf 1937 is hij geplaatst bij het bureau Chef Generale Staf, in deze periode gaat hij werken voor GSIII, waar hij vanaf 1939 in elk geval werkzaam is bij het ‘Studiebureau’ van GSIIIA (Inlichtingen buitenland). Hier werkt hij samen met het latere hoofd van het Bureau Inlichtingen (BI) in Engeland, kapitein Jan Marginus Somer. 
In de zomer van 1939 werkt Klop voor een periode als assistent van majoor Bert Sas, de militair attaché in Duitsland. Sas en Klop stellen samen een assessment op met de verwachting dat de Duitsers begin september Polen zullen binnenvallen. Het Nederlandse Leger kondigde op 28 augustus de algehele mobilisatie af.
In oktober 1939 nemen medewerkers van de Britse geheime dienst in Nederland contact op met Johan Willem van Oorschot, hoofd GSIII. De Britten verzoeken om steun bij een inlichtingenoperatie, waarbij men probeert contacten te leggen met tegenstanders van het Naziregime binnen de Wehrmacht. Van Oorschot stelt Dirk Klop aan als begeleider en waarnemer, onder het alias Captain Coppens. Op 9 november 1939, gaat het mis als de Duitsers de Britse agenten willen ontvoeren. Er ontstaat een vuurgevecht waarbij Dirk Klop zwaar gewond raakt.
Hij overlijdt dezelfde dag nog aan zijn verwondingen in het Evangelisches Krankenhaus in Düsseldorf in Duitsland. Twee Britse geheim agenten worden ontvoerd en brengen de rest van de oorlog door in gevangenschap. Dit Venlo-incident werd later door de Duitsers gebruikt als excuus voor de inval in Nederland.
De stoffelijke resten van Dirk Klop zijn nooit teruggevonden.

## Vernoemingen
Op de Herungerberg in Venlo, waar het incident plaatsvond, de Luitenant Klopweg.